# زبان اشاره لیبیایی
زبان اشاره لیبیایی زبان اشاره‌ای است که توسط ناشنوایان و کم شنوایان در لیبی استفاده می‌شود.